# Johnstone Strait
Johnstone Strait (Johnstone Passage) är ett sund i Kanada.   Det ligger i provinsen British Columbia, i den sydvästra delen av landet, 3 700 km väster om huvudstaden Ottawa.
I omgivningarna runt Johnstone Strait växer i huvudsak barrskog. Runt Johnstone Strait är det glesbefolkat, med 17 invånare per kvadratkilometer.